# Guardiola (objecte)

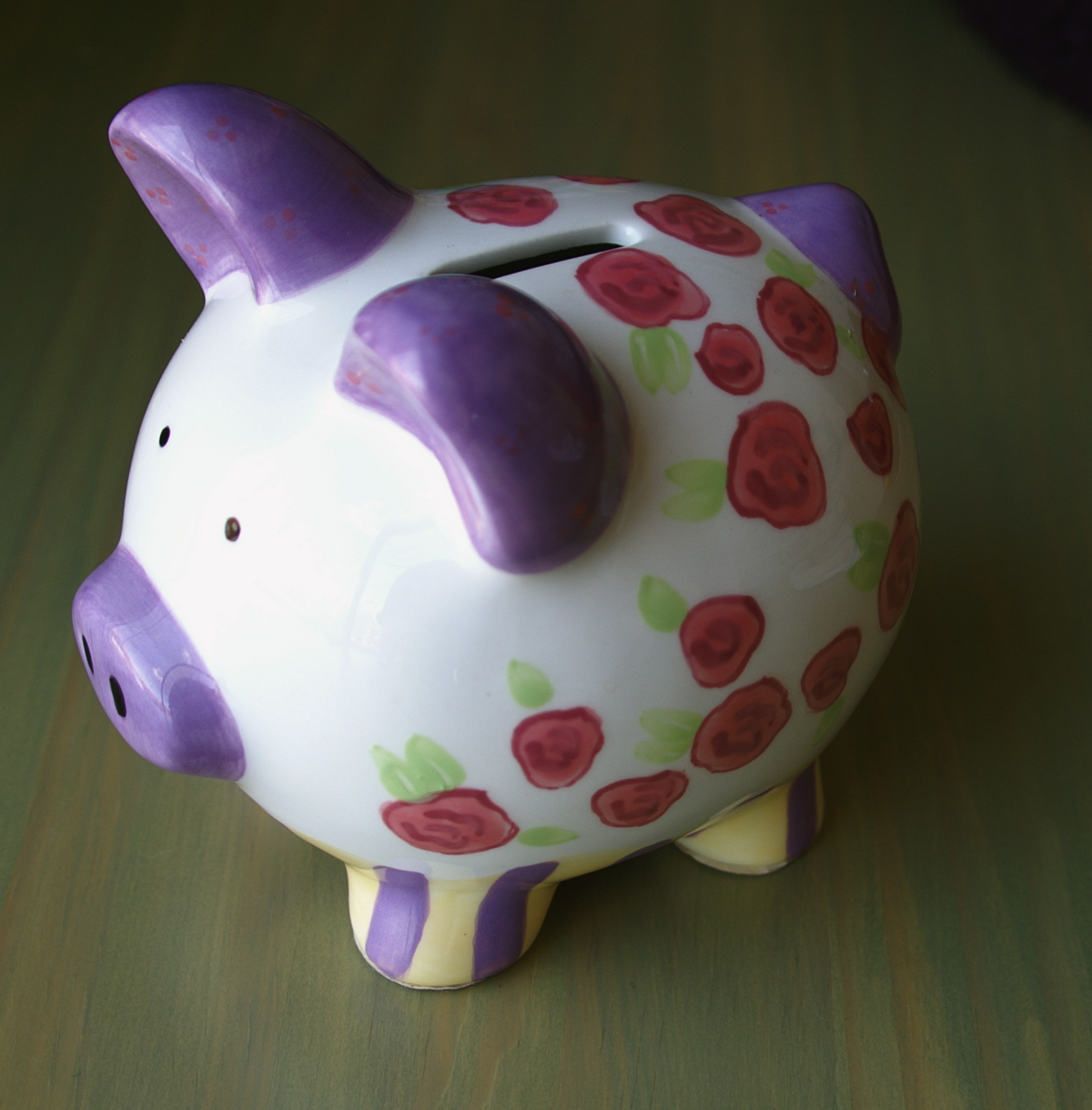
Guardiola decorada en forma de porquet.

Una guardiola o vidriola és un petit recipient destinat a l'acumulació i l'emmagatzematge de monedes, normalment utilitzat pels nens. Són tradicionals les guardioles en forma de porquet fetes de ceràmica o de porcellana. Tot i així, també poden tenir altres formes, i estar fetes d'altres materials com la terrissa o la fusta. De fet, qualsevol recipient amb un forat superior pot utilitzar-se com a guardiola.
S'utilitzen per inculcar les idees d'estalvi i d'administració dels diners als nens. Els diners es poden ficar dins la guardiola fàcilment, però per treure'ls, s'ha de trencar l'objecte o utilitzar una clau, de manera que es força al subjecte a reflexionar la decisió.